# La mujer del mechón de cabello
La mujer del mechón de cabello es un cuadro de 1903 pintado por Pablo Picasso en Barcelona y depositado en el Museo Picasso de Barcelona.

## Contexto histórico y artístico
En enero de 1903, Picasso vuelve a Barcelona y se instala en el taller que su amigo Ángel Fernández de Soto tiene alquilado en la calle Riera de San Juan, 17 (el mismo que había compartido tres años antes con Carlos Casagemas).
Es muy posible que llegara a tiempo para ver la exposición colectiva de la Sala Parés, en la cual se mostraron obras de Isidre Nonell, el pintor catalán que mejor mostró el mundo de la marginación, sobre todo las gitanas de los barrios periféricos de la Barcelona de principios del siglo XX.
En ocasiones, los personajes picasianos, como la mujer de esta acuarela sobre papel de 50 x 37 cm, no pretenden ser una denuncia de la injusticia social que hay en el mundo. Solo dan una visión de los protagonistas de los estratos marginados, con un sentido casi poético.

## Descripción
Picasso saca a la chica de su hábitat y la sitúa, como se ha visto en otras figuras, en un marco neutro. Una vez más, sumerge al personaje en el decorado vacío de la miseria que tiñe de azul. Se desprende un efecto narcotizante con la ubicuidad de este color que impregna el fondo e invade, también, su busto, y que puede enlazarse perfectamente con los retratos de gitanas que hacía Nonell. La figura es perfilada con pastel negro, lo que le da más relieve. Su rostro es impávido, sereno y resignado. Los ojos grandes y negros están faltos de vida y la mirada, perdida en el horizonte, refleja la indiferencia de quien no tiene nada y a quien no le queda ninguna esperanza.